# Lagoa das Lágrimas

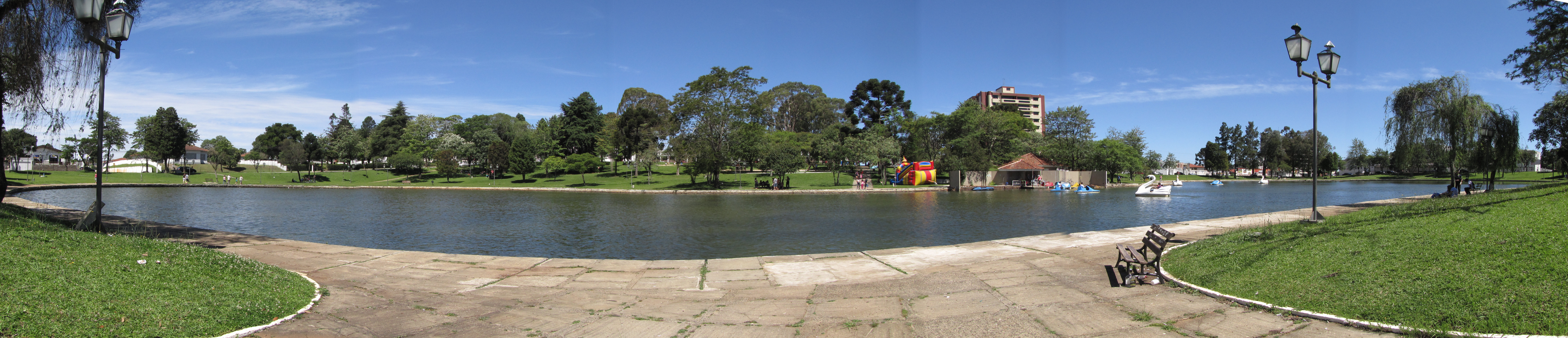
Lagoa das Lágrimas

A Lagoa das lágrimas é uma lagoa localizada no centro da cidade de Guarapuava, sendo a sua envolvente utilizada como área de lazer. Nesta zona têm lugar as celebrações do dia do trabalhador, sendo realizada nessa altura a Pesca da Lagoa.